# El Mas (Artés)
El Mas és un mas situat al municipi d'Artés, a la comarca catalana del Bages. Es troba a la vora de la riera de Malrubí.